# Agrilus hastulifer
Agrilus hastulifer – gatunek chrząszcza z rodziny bogatkowatych i podrodziny Agrilinae.

## Taksonomia
Gatunek ten opisany został po raz pierwszy w 1837 roku przez Juliusa Theodora Christiana Ratzeburga.

## Morfologia
Chrząszcz o mocno wydłużonym ciele długości od 5 do 7 mm, ubarwionym ciemnobrązowozielono z jaśniejszym czołem i czarniawym tyłem pokryw, smuklejszym i ciemniejszym niż u A. graminis. Głowa zaopatrzona jest w duże oczy niemal stykające się z przednią krawędzią przedplecza. U samca czułki mają człony od strony wewnętrzniej nierozszerzone. Czułki samicy mają drugi człon krótszy niż w przypadku A. gramnis. Przedplecze ma podwójną krawędź boczną oraz niewystający przed kąty przednie środkowy odcinek krawędzi przedniej. Pokrywy mają przy szwie, przynajmniej w tylnej części rozległą, podłużną plamę jasnego owłosienia, za środkiem długości przerwaną poprzeczną przepaską ze słabo widocznych włosków ciemnych. Przedpiersie jest w całości gęsto owłosione. Wyrostek przedpiersia ma między biodrami przedniej pary równoległe brzegi boczne. Odnóża tylnej pary pozbawione są małych kępek włosków na biodrach. Odwłok ma drugi z widocznych sternitów zaopatrzony w dwa guzki na krawędzi tylnej. Rowek wzdłuż krawędzi ostatniego widocznego sternitu odwłoka jest przy wierzchołku odgięty do wewnątrz; powierzchnia przed pozbawiona jest bruzd.

## Ekologia i występowanie
Kambiofagiczne larwy przechodzą rozwój w dębach, a rzadziej w brzozach i olchach
Gatunek palearktyczny, w Europie znany z Portugalii, Hiszpanii, Francji, Belgii, Niemiec, Szwajcarii, Austrii, Włoch, Czech, Słowacji, Węgier, Białorusi, Ukrainy, Mołdawii, Rumunii, Bułgarii, Słowenii, Chorwacji, Bośni i Hercegowiny, Serbii, Czarnogóry, Albanii, Macedonii Północnej, Grecji oraz europejskich części Turcji i Rosji. Doniesienia o jego występowaniu w Polsce są błędne. Na „Czerwonej liście gatunków zagrożonych Republiki Czeskiej” umieszczony jest jako gatunek zagrożony wymarciem (EN). 
Poza Europą notowany jest z Maroka, Algierii, Cypru, anatolijskiej części Turcji, Zakaukazia oraz Iranu.